# 驻马店站
驻马店站，位于中华人民共和国河南省驻马店市驿城区解放路，建于1933年，距北京丰台站884公里，距广州站1399公里。现为一等站，隶属武汉局集团。经过铁路有京广铁路。

## 简介
驻马店车站有铁路线18条，有各类专用线18条。本站有南北两大货场，总面积150700平方米。货物内有仓库6座，总面积5374平方米、货物站台5座，总面积8583平方米、大型装卸机械4台，最大起重量36吨。本站站房大楼4846平方米，第二候车室面积1000平方米，可同时接待2500人候车。临出站口有总面积3080平方米宾馆大楼一座，内设客房部和餐饮部。
客运：办理旅客乘降；行李、包裹托运。
货运：办理整车、零担货物发到；办理整车货物承运前保管。

## 历史
- 车站建于1933年
- 2017年5月24日起至12月19日，因應駐馬店站改擴建工程，客運業務暫時停止，所有旅客列車暫不停靠本站。[3]